# Abdul Shakur Azimi
Abdul Shakur Azimi (dari : عبدالشكور عظیمی, né en 1923 dans le Royaume d'Afghanistan) est un joueur de football international afghan qui évoluait au poste de milieu de terrain.

## Biographie

### Carrière en sélection
Avec l'équipe d'Afghanistan, il participe aux Jeux olympiques de 1948. Lors du tournoi olympique organisé à Londres, il joue un match contre le Luxembourg (défaite 6-0).